# Trần Đăng Tuyển
Trần Đăng Tuyển (1614-1673) là quan nhà Lê trung hưng trong lịch sử Việt Nam.

## Sự nghiệp
Trần Đăng Tuyển người làng Hoàng Mai, huyện Yên Dũng, tỉnh Bắc Giang, Việt Nam. Năm 1640, Trần Đăng Tuyền đỗ đồng tiến sĩ lúc 27 tuổi. Từ đó ông đổi tên là Đăng Tiến.
Năm 1657, chiến sự Trịnh-Nguyễn ngày càng ác liệt, ông được lệnh đi nam tiến, phong làm Đốc thị dưới quyền thế tử Trịnh Căn, giúp Trịnh Căn tham tán việc quân. Tới năm 1660, Trịnh Căn đánh thắng quân Nguyễn, chiếm lại 7 huyện ở Nghệ An bị quân Nguyễn chiếm từ năm 1655.
Năm 1661, khi bàn định công trận, ông được phong làm Hữu thị lang Bộ binh, Đô ngự sử, tước Tử. Chúa Trịnh Tạc thấy ông làm tham mưu đã lâu bèn đặc cách phong làm Xuyên quận công, vào làm Bồi tụng trong phủ chúa.
Năm 1664 Trịnh Tạc đặt chính quan cho 6 bộ, ông được thăng làm thượng thư bộ Lễ. Nhưng chưa được bao lâu lại khảo công, ông bị xét là có lỗi nên bị giáng làm Tả thị lang bộ Lễ.
Mùa hạ năm 1669, ông lại được thăng làm Thượng thư bộ Binh, cùng Vũ Duy Chí đều được thăng làm Tham tụng.
Năm 1673, ông mất, thọ 60 tuổi, được truy tặng là Thượng thư bộ Hộ, Thiếu sư, thụy là Nhã Lượng.

## Nhận định
Sử gia Phan Huy Chú nhận định về ông như sau:
Ông là người trầm tĩnh, cương quyết, ngay thẳng, học thức rộng rãi. Việc đi đánh Đàng Trong, ông vạch mưu kế rất nhiều. Làm quan điềm tĩnh, không bè đảng, không a dua